# Šarūnas Sauka
Pour les articles homonymes, voir Sauka.
Šarūnas Sauka, né en 1958, à Vilnius en Lituanie, est un artiste peintre postmoderne.

## Biographie
De 1976 à 1983 il étudiait au "State Lithuanian Institute of Arts", maintenant l'Académie des arts de Vilnius dans le département de peinture.